# Medaille voor de Victorie over Japan (Mongolië)
De Medaille voor de Victorie over Japan (Mongools: Япон дээгүүр ялалт нь медаль; Russisch: Медаль "За Победу над Японией") was een onderscheiding van de Volksrepubliek Mongolië. De medaille werd op 20 november 1945 ingesteld en ongeveer 60 000 maal uitgereikt aan soldaten en burgers die "daadwerkelijk aan de vijandelijkheden tegen Japan hadden deelgenomen" en "door hun onzelfzuchtig optreden de gevechtskracht van het leger hadden vergroot".
Het versiersel is een geëmailleerde vier bij vier centimeter grote enigszins vierhoekige bronzen ster met op de stralenkrans twee gekruiste ontblote zwaarden, een rood geëmailleerde vijfpuntige ster en in witte emaille een boeddhistisch symbool dat "soyombo" werd genoemd. Het yin-yang symbool is duidelijk herkenbaar.
Op het centrale medaillon staan de woorden YALAV BID (Wij overwonnen) en het onder de ring staat het jaartal 1945 in een uitgespaarde rechthoek.
In plaats van een lint is er een massieve bevestiging met daarachter een schroefdraad en een daarop passende ring. De keerzijde is vlak en draagt een serienummer. Er zijn verschillende fabrikanten en uitvoeringen bekend. De fabrikant liet zijn naam op de ring aanbrengen.
De dragers kregen een gestempeld diploma. Op het uniform kon in plaats van de medaille een baton worden gedragen. Ook de baton was van geëmailleerd brons en heeft een smalle horizontaal gestreepte bronzen zijkant.
In 1961 kreeg de medaille een minder massieve bevestiging.